# 胭脂河
胭脂河位于中国江苏省南京市溧水区。是明朝朱元璋于1393年为方便漕运，连通秦淮河和太湖水系开凿的人工运河，全长7.5公里，源自石臼湖，向北注入秦淮河。河上原有天生桥两座，系当年开凿时留下的原有巨石，1571年北桥崩塌，现仅存南桥，长35米，宽9米。这种设计世所仅见。目前，胭脂河是南京著名风景区。

## 链接
- 戏剧 《胭脂河》